# Café con Leche (banda)
Café con Leche es el nombre de una las bandas de rock más populares en Costa Rica durante la década de los '80s, y es una de las más importantes en la historia musical del país.
Fue fundada en 1984 y liderada por el dúo conformado por José Capmany y Enrique Ramírez con un concepto que combinaba música con letras cargadas de humorismo o parodias cotidianas, género en el que fueron innovadores y únicos.
Capmany tocaba la guitarra y cantaba, mientras Ramírez se encargaba de la parte humorística y realizaba sonidos con un peine. Debido a diferencias de tipo personal y artístico, la pareja decidió separarse en 1987.
José continuó una reconocida carrera en el medio musical costarricense, primero utilizando el nombre de la banda hasta 1995, para luego incursionar como solista. Mientras tanto, su excompañero tuvo un perfil mucho más bajo y discreto, hasta la muerte de ambos en 2001 en circunstacinas diferentes y trágicas.

## Historia

### Inicios
La banda es catalogada como una de las precursoras del rock costarricense.
El dúo se fundó inicialmente entre Enrique Ramírez y Daniel Ruiz, mientras hacían música libremente en los bares de la ciudad de San José bajo el nombre de Grupo Folclórico Autóctono Nacional Enajenation Now.
Posteriormente, Daniel Ruiz se separó de su compañero y se unió el intèrprete y autor José Capmany, quien tenía una verdadera formación musical y cuyo ascendente cubano aportó azúcar al café con leche en 1984 año en que el éxito tocó a la banda.
Ramírez y Capmany se conocieron en ese año en un bar josefino y desde ese momento se decidieron a vivir del arte. Ambos compusieron las famosas primeras canciones de la agrupación en ese entonces. Su primera presentación fue en el bar La Fontana y lo hicieron bajo el citado nombre de Grupo Folclórico Autóctono Nacional Enajenation Now, con el que posteriormente actuaban en especial en el pretil de la Universidad de Costa Rica.
No se conoce con precisión en qué momento ambos decidieron cambiar el nombre definitivo de la agrupación. Lo cierto es que debido a la tez extremadamente blanca de Enrique, y la tez morena de José, al parecer a alguien se le ocurrió denominarlos Café con Leche.
Juntos creaban cómicas parodias sobre la vida diaria con un concepto urbano musical, en el que se contaban muchas de las cosas por las que atravesaban los jóvenes y la población costarricense en ese momento, de manera muy coloquial y cotidiana. Capmany tocaba la guitarra mientras Ramírez era experto en gestos cómicos y le sacaba sonido a un peine o un frasco de mayonesa. A partir de su éxito, y en afán de profesionalizar su concepto musical, decidieron denominarse con el definitivo "Café con Leche".
"Yo recuerdo que esos 'chavalos' a veces se mandaban en la Plaza de la Cultura, pasaban el día ahí, haciendo su show acústico. Creo que ese contacto tan directo con la gente los dejó marcados", comentó el guitarrista Marcos Elizondo, quien trabajara varios años con la pareja.

### El éxito (1984-1987)
Capmany y Ramíresz consolidaron el dúo Café con Leche, en el cual la parodia y el humor tenían tanta importancia como la parte musical, el verbo punzante de Ramírez y el aporte del talento musical de Capmany no tardarían de llamar la atención de la casa disquera Indica/CBS (hoy Sony BMG).
Luego fortalecieron la parte musical con la participación de un trío clásico de rock de apoyo a sus interpretaciones, denominado Los de Abordo, conformado por el guitarrista Marcos Elizondo, el bajista Carlos "Calilo" Pardo y el baterista Marcelo Galli, en la que fue su alineación más reconocida.
Al lado de todos esos músicos, Café con Leche se concentró un mes en el estudio de grabación para producir su disco debut, el legendario Rock, publicado en 1987. "Nos reclutaron, nos presentaron las canciones y optamos por hacerlas roqueras, con influencia de AC/DC y Led Zeppelin. Ellos todavía eran un dúo y nosotros éramos el grupo de acompañamiento", comentó Elizondo.
"José era el músico, mientras que lo de Enrique eran las ideas. Recuerdo de esos años que Enrique era muy lanzado y ocurrente, así que igual improvisaba un rap o se ponía a bailar break en medio concierto", aseguró Carlos "Calilo" Pardo, quien fue el bajista en el primer disco de Café con Leche, grabado en 1987
En 1987, firmaron con la discquera Indica/CBS y lanzaron su primer LP en vinil, titulado simplemente "Rock", el más aclamado de su breve discografía. El disco fue grabado en los estudios de Indica/CBS en San Vicente de Moravia, y de ahí salieron los primeros éxitos del grupo: "Mamá y Papá" (su primer sencillo), "La Historia Salvaje (Gloria)",  "La Modelo" y "¡Oiga Pito!". Aunque nunca se le dio todo el merecido reconocimiento, Enrique Ramírez compuso y cantó junto a Capmany 7 de los 11 temas de este álbum, siendo los mayores éxitos de la banda.
Luego de producir Rock, surgió la idea de tocar esas canciones en vivo. "José era un promotor incansable e inclaudicable de su música", asegura Elizondo. "Fue extraordinariamente perseverante. Entonces empezó a conseguir muchos conciertos, así que tocamos muchísimo y el grupo se amarró".
La química entre los músicos (los cinco, no solo Enrique y José) era notable. Los conciertos eran únicos y diferentes. Había mucha improvisación, e incluso Javier Chávez (baterista que luego entraría a la banda) recuerda que la experimentación fue tanta que hubo un chivo en el que solo interpretaron La modelo, "y le metíamos las otras canciones en el medio".
"Digamos que no había dos conciertos iguales. Si eras un fan de José y sus grupos, vos siempre ibas a recibir a algo diferente. Después te acordabas y te ibas riéndote para la casa. Recuerdo cuando Springsteen sacó Born in the USA, que José hizo Born in Hatillo 6, sin irrespeto, era una cosa que a la gente le llegaba bien. Eran conciertos muy cálidos y humanos", narra Elizondo.
Además, Capmany promovió su música con diferentes marcas y patrocinadores, así que el grupo pasaba tocando a lo largo y ancho del país, muchas veces en eventos que no eran necesariamente de rock.
"No era fácil. Una vez estábamos tocando en San Ramón y todo mundo estaba sentado. Terminamos, empezó el chiqui chiqui y todo el mundo bailando", dice Chávez.
"Le llegaba tanto a los roqueros contemporáneos como a los nuevos. Además, la música de Rock logró romper una barrera en las estaciones de radio. Eran canciones que tenían la posibilidad de ser éxitos comerciales", afirma Elizondo.
La agrupación iba cada vez más en serio, y su éxito en el país era un asunto sin precedentes para una banda de rock. Lo estaban logrando. Sin embargo, Capmany y Ramírez empezaron a tener diferencias. El primero quería que la parte musical no estuviera restringida por la parte cómica, mientras que el segundo quería desarrollar todavía más su aporte humorístico y espectacular a Café con Leche. Con esta situación, ambos decidieron seguir cada uno su camino a finales de 1987.
La noche del 31 de diciembre de 1987, Enrique Ramírez anunció su salida de la banda. Su última presentación junto a José Campany fue en el Paradero Nahomi en Quepos, Costa Rica.
Adicionalmente, Café con Leche empezó a perder consistencia y pasó por varios cambios en su formación, aspecto que influyó en cierta medida en el respaldo del público.A partir de ese momento, José se unió a otros músicos y creó una nueva banda con ese nombre.

### El segundo Café con leche (1988-1991)
Una vez que Ramírez se marcha, Capmany queda en una especie de limbo. Si bien desde antes él estaba interesado en desarrollar más la parte musical que la cómica de la agrupación, el público ya estaba acostumbrado a ese estilo.
Sin embargo, gracias al éxito de "Rock", en 1988 lanzaron al mercado "La Historia Salvaje: Pollos Mix", un "maxi-single" que contenía 4 versiones de "La Historia Salvaje", además de unas tarjetas de colección dibujadas por los miembros de la banda.
En ese entonces, el grupo es cambiado casi por completo. Marcelo Galli es remplazado en la batería por Javier Chávez y entra Manuel Obregón en los teclados. Los conciertos siguieron, pero todavía quedaban varias experiencias por vivir. Elizondo recuerda: "José quiso darle mucho énfasis a la música. Luego, empezó a soltarse y a meter algunos componentes humorísticos, pero también con un discurso social", un aspecto que hablaba de una mayor madurez musical y querer captar otro tipo de público más adulto.
Ese mismo año, Café con Leche viajó a Panamá (su primera y única gira al exterior), donde eran muy populares canciones como "La modelo" y "Mamá y papá".
En ese país, el grupo tuvo una presentación frente a más de 2.500 personas en Atlapa, el centro comercial panameño más grande de la época, un lugar al que antes habían ido alrededor de 300 a ver a Miguel Mateos y Soda Stereo.
El éxito continuó, y, en 1991, la banda empezó a ensayar canciones para un nuevo disco. Luego de esos extensos ensayos y largas giras, Marcos Elizondo anunciaría que se retiraría de Café con Leche y fue remplazado por Ricardo Nieto. No obstante, Nieto grabó sólo algunas de las partes del disco, debido a que Capmany llamó a Elizondo para que se encargara de la mayoría de los solos de guitarra, a pesar de que ya no formaba parte de la banda.
Así, en 1991 grabaron "Burro en Lancha", su segundo álbum, acreditado como José Capmany/Café con Leche. Aunque conserva algunos de los elementos humorísticos conocidos, este trabajo presenta temas más complejos y profundos. De ese disco se extraen temas como "Mundo de Colores", "El Barco", "Un Lugar", "Métele Pata" y "Buscando el Mar". Este fue el primer material de la banda lanzado tanto en LP como en casete. La versión en casete incluía como bonus track "La Modelo", de su disco anterior.
En 1993, "Calilo" Pardo (el último miembro original de Los de Abordo) dejó la banda y entró en su lugar Luis Sandino.
Rumbo a la creación de nuevas canciones para un eventual tercer álbum, José Capmany se encontraba, en ese mismo año, rodeado de músicos jóvenes, lo que lo impulsó a llevar sus composiciones a nuevas fronteras.

### Final de la banda (1994-1996)
Javier Chávez asegura que a Capmany le encantaba toda la nota del grunge y del rock alternativo (muy populares para ese entonces), y que, con rapidez, empezó a incluir elementos de esa corriente a sus temas.
Además, José era el único miembro fundador vigente en el grupo; el rejuvenecimiento, no solo musical, sino estético, fue en gran parte consecuencia de este cambio, pero también tuvo mucho que ver el manejo de los mánagers de turno. Desde antes, esos mánagers arrastraban ideas, como formar un club de fanes de Café con Leche, y darle mucho peso a la parte de imagen, más que a la musical.
Sin embargo, el fomentar la imagen no fue un asunto meramente negativo, sino que le brindó mucha facilidad a la banda para proporcionar conciertos más dinámicos y multifacéticos, con el uso de vestimentas llamativas y transmisores inalámbricos para los instrumentos musicales, lo cual le permitía a los músicos andar corriendo de un lado al otro en el escenario.
Con un show más enérgico, apoyado por música más roquera y pesada, incluso con covers de bandas degrunge, y con el respaldo de una agrupación totalmente joven, José Capmany se vio obligado a rejuvenecer su propuesta.
El resultado de esa metamorfosis es evidente. En 1994 lanzaron su tercer y último álbum de estudio, y el primero en formato de CD, titulado "Un Día Cualquiera"., editado por Sony Music. Este trabajo final tiene una totalidad de once canciones muy influenciadas por las tendencias musicales del momento.
En el disco destacan "Poeta", "Guantanamera", "Erika", "Mundos Pequeños" y "Vas a Encontrarme". La formación que grabó el disco fue un cuarteto: Capmany, Luis Sandino (bajo), Ricardo Nieto (guitarra) y Javier Chávez (batería). Manuel Obregón dejó de ser parte oficial de la banda, aunque colaboró en algunas piezas en este trabajo. Mientras tanto, el guitarrista Carlos Domínguez participó en ciertos temas como invitado, sin acreditarse como miembro de la agrupación.
Durante ese mismo tiempo, CBS estaba por convertirse en Sony Music, así que hubo un problema con los recursos que la banda tenía, por lo que ese disco "no nos dejó tan contentos. Faltaba la potencia que en vivo lográbamos", asegura Chávez.
A pesar de contar con una extensa gira promocional por el país, incluyendo el lanzamiento de sus primeros dos videos gracias a Sony Music ("Poeta" y "Vas a Encontrarme"), la acogida del público no fue tan buena como los dos anteriores trabajos.
Fue durante esa época que los grupos costarricenses de covers empezaron a tener gran auge, con lo que el rock original empezó a perder fuerza y vigencia. "La situación económica empujó a José a tocar más frecuentemente que el grupo. El grupo, al tener cierto nombre y cierto estatus, no podía cobrar menos de tanto y no se podía llevar a lugares pequeños, entonces él se iba él solo con la guitarra", recuerda Chávez.
Poco a poco, empezó a llevarse a otros de los músicos a estas giras de conciertos acústicos que hacía en todo el país, y también empezaron a surgir nuevas canciones y destrezas con la guitarra acústica. Gracias a esos conciertos acústicos, aparecieron canciones como "Cuándo" y "La bella durmiente", que mostraban una faceta completamente diferente del artista.
La época posterior a "Un día cualquiera" también causó que se empezara a hacer más fina la línea entre Café con Leche y José Capmany, especialmente para el público y la prensa; y, si bien la banda no se disolvió oficialmente, la gente empezó a hablar más de él que del grupo. No fue que José Capmany quería tener una carrera como solista, fue que el contexto lo obligó.
En la etapa final de Café con Leche, entre 1995 y 1996 lo acompañaron el bajista Mauricio Pauly y el guitarrista Gabriel Montagné, ambos provenientes de la banda Bruno Porter, músicos con los que realizó sus últimas giras de conciertos, sin grabar ningún material discográfico nuevo.
Poco tiempo después, en 1996, la banda dejó de existir de facto como tal, motivado por las escasas ventas de su último disco, y en especial, por el interés de José Capmany de seguir una carrera como solista. En este nuevo proyecto y definitivo, algunos de sus miembros de banda siguieron respaldando y colaborando con el artista durante su carrera en solitario, enfocado básicamente en conciertos acústicos.
Cuando varias de esas canciones fueron reeditadas por Sony en el 2002, todo vestigio de Enrique Ramírez fue borrado, y su nombre no aparece en los créditos de las piezas en las que participó, tales como "La Historia Salvaje" (conocida popularmente como "Los Pollitos"), "Oiga Pito!" y "La modelo" entre otras.

## Legado
Muchos consideran que la agrupación Café con Leche y Los de a bordo representó para el rock costarricense una punta de lanza de vanguardia, junto a otras agrupaciones musicales de enorme importancia en Costa Rica, tales como Ciclos D, Hebra, Nabil Blues o Shenuk, entre otros.
Durante su carrera, Café Con Leche compartió tarima con bandas y artistas tan cotizados como Sting, Caifanes, Soda Stereo, Los Enanitos Verdes, León Gieco, Azul Violeta, Miguel Mateos, y Starship.
En 2011, durante el décimo aniversario de la muerte de José Cpamnay, el periódico local La Nación entrevistó a Roberto Ferroque Ruiz, líder de la banda costarricense Igni Ferroque, quien aseguró: "Creo que su éxito fue lograr una amalgama de elementos y logró con gran soltura y humor hacer conciertos casi cómicos surrealistas y se acompañó con verdaderos musicazos que eran gente como Calilo (Carlos Pardo) o Marquitos (Marcos Elizondo)".
Sin lugar a dudas, fue de las bandas de rock más populares en Costa Rica durante la década de los '80s, y es una de las más importantes en la historia musical del país.

## Integrantes
- José Capmany: guitarra y voz (1984-1996)
- Enrique Ramírez: compositor y peine (1984-1987)
- Marcos Elizondo: guitarra (1986-1991)
- Marcelo Galli: batería (1986-1991)
- Carlos "Calilo" Pardo: bajo (1986-1991)
- Ricardo Nieto: guitarra (1991-1994)
- Javier Chávez: batería (1991-1996)
- Manuel Obregón: teclados (1991-1994)
- Luis Sandino: bajo (1991-1994)
- Mauiricio Pauly: bajo (1995-1996)
- Gabriel Montagné; guitarra (1995-1996)

### Invitados
- Carlos Domínguez: guitarra en "Un Día Cualquiera" (1994)

## Discografía

### Álbumes de estudio
- Rock (1987)
- Burro En Lancha (1991)
- Un Día Cualquiera (1994)

### EP
- La Historia Salvaje: Pollos Mix (1988)

## Vídeos musicales
- Poeta (1994)
- Vas a encontrarme (1994)